# Albany (Texas)
Albany es una ciudad ubicada en el condado de Shackelford en el estado estadounidense de Texas. En el Censo de 2010 tenía una población de 2034 habitantes y una densidad poblacional de 501,17 personas por km². El nombre de la ciudad data de 1873 y hace referencia al lugar de nacimiento del entonces Oficial del Condado William Cruger que era natural de Albany en el Estado de Georgia.

## Geografía
Albany se encuentra ubicada en las coordenadas 32°43′38″N 99°17′44″O / 32.72722, -99.29556. Según la Oficina del Censo de los Estados Unidos. Tiene una superficie total de 4.06 km², de la cual 4.06 km² corresponden a tierra firme y (0%) 0 km² es agua.

## Demografía
Según el censo de 2010, había 2034 personas residiendo en Albany. La densidad de población era de 501,17 hab./km². De los 2034 habitantes, Albany estaba compuesto por el 93.31% blancos, el 0.44% eran afroamericanos, el 0.74% eran amerindios, el 0.15% eran asiáticos, el 0.05% eran isleños del Pacífico, el 2.75% eran de otras razas y el 2.56% pertenecían a dos o más razas. Del total de la población el 10.52% eran hispanos o latinos de cualquier raza.